# Trasimeno-tó
A Trasimeno-tó (olaszul Lago Trasimeno, latinul Trasimenus) Olaszország egyik legnagyobb tava Umbria régióban. Felszínének területe 128 km² (valamivel több, mint a Balaton egyötöde). Nem ömlik bele, és nem ered belőle jelentős folyó, vízszintje a csapadéktól és a környező települések vízigényétől függően ingadozik. Mintegy 30 kilométerre a tótól keletre magasodó hegyek mögött húzódik a Tevere folyó.
A tó mellett nyert csatát a Római Köztársaság seregei ellen Kr. e. 217-ben Hannibal.